# Anthony Strollo
Anthony Strollo, soprannominato Tony Bender (New York, 18 giugno 1899 – scomparso a Fort Lee l'8 aprile 1962), è stato un mafioso statunitense, affiliato della famiglia Genovese di New York, dall'inizio degli anni venti fino all'inizio degli anni sessanta.

## I primi anni
Antonio Strollo nasce il 18 giugno 1899 a New York da genitori italiani, Leone Strollo e Giovannina Nigro Strollo, originari dalla Calabria, e cresce nella zona sottostante il ponte di Manhattan.
Nel 1920 con l'inizio del proibizionismo, entra a far parte della Famiglia Masseria, dove si fa una reputazione di formidabile killer e contrabbandiere. Alla metà degli anni venti diventa amico e fedelissimo di Lucky Luciano, e sempre in questo periodo conosce Joseph Bonanno, esponente di spicco della Famiglia rivale Maranzano. Strollo in quel periodo sarà sospettato di circa 30 omicidi. Con la fine della Guerra castellammarese, il suo amico Lucky Luciano diventa il nuovo Boss della vecchia Famiglia Masseria, e lo nomina Capodecina.

## L'era Luciano
Nominato Strollo Capodecina, Luciano gli affida il territorio del Greenwich Village e gran parte della zona sud di Manhattan, dove assume il controllo del gioco d'azzardo, dei docks di una parte del New Jersey, e degli altri racket della zona. Strollo chiede l'autorizzazione a Luciano per l'omicidio di un suo rivale, un soldato della sua stessa Famiglia che si chiama Michael Riggione, colpevole del fatto di stare espandendo troppo i suoi racket. Il 25 novembre 1932 due dei suoi uomini, Peter Mione e Joe Valachi, uccidono Riggione con tre colpi di pistola alla testa.
Nel 1936 Lucky Luciano viene condannato ad una lunga pena detentiva, e così pur continuando a comandare dal carcere nomina il suo vice Vito Genovese come reggente dell'intera Famiglia, ma quest'ultimo nel 1937 è costretto a fuggire in Italia per l'accusa di un vecchio omicidio. Così Luciano nomina il suo consigliere Frank Costello a reggente della Cosca. Strollo, anche se più vicino a Genovese, ha un buon rapporto anche con Costello. Strollo consolida sempre di più il suo potere, e tramite i suoi numerosi prestanome apre con successo numerosi locali notturni nel Greenwich Village, tra cui: il Black cat, e l'Hollywood 19.

## L'era Genovese
Nel 1946 il suo Boss e vecchio amico Luciano viene scarcerato ed espulso dagli Stati Uniti, così Frank Costello diventa il Boss ufficiale della Famiglia. Nello stesso anno Genovese torna in America, per il processo del vecchio omicidio di cui è accusato, e naturalmente viene assolto. Ma Genovese è stato retrocesso da potenziale Boss della Cosca a capodecina, e così comincia a tramare contro Costello. Strollo si schiera al fianco di Genovese. Nel 1957 Costello viene scalzato dal trono e Genovese diventa il nuovo Boss. Strollo viene nominato responsabile del traffico di stupefacenti della Famiglia. Infatti in quel periodo fonti ufficiali delle autorità Statunitensi, indicano Strollo come uno dei protagonisti del traffico di eroina, proveniente dalla Sicilia, in rappresentanza della Famiglia Genovese.
Tuttavia nel 1959 Genovese viene arrestato e condannato a 15 anni di carcere. Così nomina una specie di pannello di commissione, affidando il ruolo di Boss reggente proprio a Strollo, con l'aiuto del vicecapo Jerry Catena e del consigliere Michele Miranda, assieme a Thomas Eboli e Philip Lombardo, i capidecina più fedeli di Genovese. Mostrando la sua solita capacità di adattamento, Strollo si lega sempre di più a Carlo Gambino, diventando sempre più autonomo da Genovese e dal resto della dirigenza della Famiglia. Genovese così dal carcere ne ordina l'omicidio.

## La fine
L'8 aprile 1962 Strollo esce regolarmente da casa sua a Fort Lee per sbrigare alcune commissioni e non fa più ritorno; le indagini successive non portarono ad alcuna pista certa su cosa possa esserne stato di lui e sebbene le autorità locali credessero che fosse stato vittima di un omicidio, il suo corpo non venne mai ritrovato.